# Maxime Gauthier
Maxime Gauthier est un joueur français de volley-ball né le 21 juillet 1992. Il mesure 1,85 m et joue passeur.

## Clubs
| Club           | Pays   | De        | À         |
| -------------- | ------ | --------- | --------- |
| Beauvais OUC   | France | 2010-2011 | 2010-2011 |
| Harnes VB      | France | 2011-2012 | 2014-2015 |
| Cambrai Volley | France | 2015-2016 | 2016-2017 |

## Palmarès
Coupe du meilleur passeur de France en 2010.
Stage en équipe de France.

## Famille
Sa mère, Carole Baude, est une ancienne joueuse de l'équipe de France dans les années 1980. Son père, Jean-François Gauthier, est un ancien joueur de national. Sa sœur, Julie Gauthier, est une joueuse de national.[réf. nécessaire]